# Kettenvertrag
Kettenvertrag, genauer Kettenarbeitsvertrag, auch Kettenbefristung oder Befristungskette, ist im Arbeitsrecht eine Gestaltungsform, bei der mehrere zeitlich befristete Arbeitsverträge mit einem Arbeitnehmer nacheinander abgeschlossen werden.

## Allgemeines
Arbeitgeber nutzen Kettenverträge dazu, faktisch auf Dauer angelegte Arbeitsverhältnisse formal zu flexibilisieren, indem sie einem Arbeitnehmer mehrfache Verlängerungen von befristeten Arbeitsverträgen anbieten und zur Rechtfertigung einen sachlichen Grund vorgeben. Vor Fristablauf könnten die Arbeitgeber prüfen, ob ein Arbeitsverhältnis noch betrieblich erforderlich ist oder nicht. Die Kündigungsschranken eines unbefristeten Arbeitsverhältnisses sind nicht zu beachten. Die Befristung ist nämlich neben der Kündigung ein eigenständiger Beendigungstatbestand für ein Arbeitsverhältnis. Diese Praxis ist insbesondere im öffentlichen Dienst bei reinen Vertretungsaufgaben üblich, während vertretungsbedingte Kettenverträge in der Privatwirtschaft eher selten vorkommen.

## Rechtsprechung in der EU und in Deutschland
Ein Fall hatte öffentliches Interesse erregt. Eine seit Juli 1996 beim Amtsgericht Köln angestellte Frau hatte dort auf Basis von 13 Kettenverträgen ihre gesamte Erwerbsbiografie als Vertretung verbracht, bis ihr im Dezember 2007 eine weitere Vertragsverlängerung verweigert wurde. Ihre Klage auf Festanstellung ging bis zum Bundesarbeitsgericht, das den Fall im Rahmen eines Vorabentscheidungsersuchens nach Art. 267 AEUV dem Europäischen Gerichtshof vorlegte. Dieser hatte im Fall die Praxis der Kettenverträge für prinzipiell zulässig erachtet.
Der Europäische Gerichtshof war der Auffassung, dass eine wiederholte Befristung eines Arbeitsvertrages aufgrund von Vertretungsfällen auch dann sachlich gerechtfertigt sein könne, wenn ein ständiger Vertretungsbedarf bestehe, der theoretisch auch durch die unbefristete Einstellung eines Arbeitnehmers gedeckt werden könne. Er wies darauf hin, dass die nationalen Gerichte eine einzelfallbezogene Missbrauchskontrolle durchzuführen haben. Bei dieser Missbrauchskontrolle seien „einschließlich der Zahl und der Gesamtdauer der mit demselben Arbeitgeber geschlossenen befristeten Verträge“ von den nationalen Gerichten zu prüfen. Zugleich stellte der EuGH klar, dass die Verlängerung befristeter Arbeitsverhältnisse zur Deckung eines ständigen Bedarfs nicht im Sinne des EU-Rechts zu befristeten Verträgen sei und dass unbefristete Arbeitsverträge die übliche Form der Beschäftigungsverhältnisse seien.
Aufgrund dieses Urteils hatte sich das BArbG erneut mit dem Fall zu befassen. Es entschied am 19. Juli 2012, dass künftig ein Arbeitgeber bei sehr langen Kettenbefristungen begründen muss, wieso das Arbeitsverhältnis nicht in ein dauerhaftes umgewandelt wird. Die Befristung eines Arbeitsvertrags kann trotz Vorliegens eines Sachgrunds aufgrund der besonderen Umstände des Einzelfalls ausnahmsweise rechtsmissbräuchlich und daher unwirksam sein. Es war der Auffassung, dass eine fortdauernde Befristung von Beschäftigungsverhältnissen trotz eines triftigen Grundes im Einzelfall unwirksam sein könne, wenn eine sehr lange Gesamtdauer oder eine außergewöhnlich hohe Anzahl von aufeinanderfolgenden befristeten Verträgen mit demselben Arbeitgeber vorliege. Diese Angaben konkretisierte das Gericht in dieser und späteren Entscheidungen mit seiner „Ampel-Rechtsprechung“. Das BArbG konnte der Klage noch nicht stattgeben; der Rechtsstreit war vielmehr an das Landesarbeitsgericht Köln zurückzuverweisen, um dem beklagten Land Gelegenheit zu geben, noch besondere Umstände vorzutragen, die der Annahme des an sich indizierten Rechtsmissbrauchs entgegenstehen.
Im Juni 2018 urteilte der Erste Senat des Bundesverfassungsgerichts, das Verbot mehrfacher sachgrundloser Befristung sei im Grundsatz verfassungsgemäß; die Auslegung dieses Verbots dürfe den klar erkennbaren Willen des Gesetzgebers nicht übergehen. Ausnahmen seien nur dann möglich, wenn keine Gefahr einer Kettenbefristung bestehe, eine Vorbeschäftigung sehr lange zurückliege oder von kurzer Dauer gewesen sei.

Im Oktober 2018 urteilte der Europäische Gerichtshof, dass Tänzer und Musiker bei öffentlichen Kultureinrichtungen wie andere Arbeitnehmer davor geschützt sind, immer wieder nur befristete Verträge zu bekommen.

## Gesetzeslage und Rechtsfolgen in Deutschland
Nach § 14 Abs. 1 Satz 1 TzBfG ist die Befristung eines Arbeitsvertrags zulässig, wenn sie durch einen sachlichen Grund gerechtfertigt ist. § 14 Abs. 1 Satz 2 TzBfG nennt beispielhaft derartige Sachgründe. Gemäß § 14 Abs. 1 Satz 2 Nr. 3 TzBfG liegt ein sachlicher Grund vor, wenn der Arbeitnehmer zur Vertretung eines anderen Arbeitnehmers beschäftigt wird. Dem Sachgrund der Vertretung steht nach der Rechtsprechung des BArbG auch eine größere Anzahl der mit einem Arbeitnehmer geschlossenen befristeten Verträge nicht entgegen. Zur Unwirksamkeit muss gemäß obiger höchstrichterlicher Urteile nachgewiesen werden, dass die Befristung missbräuchlich war, also in der Absicht geschehen ist, dem Arbeitnehmer die erweiterten Rechte einer unbefristeten Beschäftigung vorzuenthalten. Als Rechtsfolge eines unzulässigen Kettenvertrages gilt der Vertrag als einheitlich und unbefristet.

## Rechtsprechung in der Schweiz
Im schweizerischen Arbeitsrecht sind Kettenverträge grundsätzlich nicht zulässig. Kettenarbeitsverträge werden immer als ein durchgehendes Arbeitsverhältnis betrachtet, mit den entsprechenden Schutzbestimmungen betreffend Kündigungsfrist, Lohnfortzahlung bei Unfall/Krankheit etc. Zulässig sind Kettenarbeitsverträge nur bei speziellen Arbeitsverhältnissen, z. B. bei Engagements von Schauspielern.